# Neuenbürg (powiat Enz)

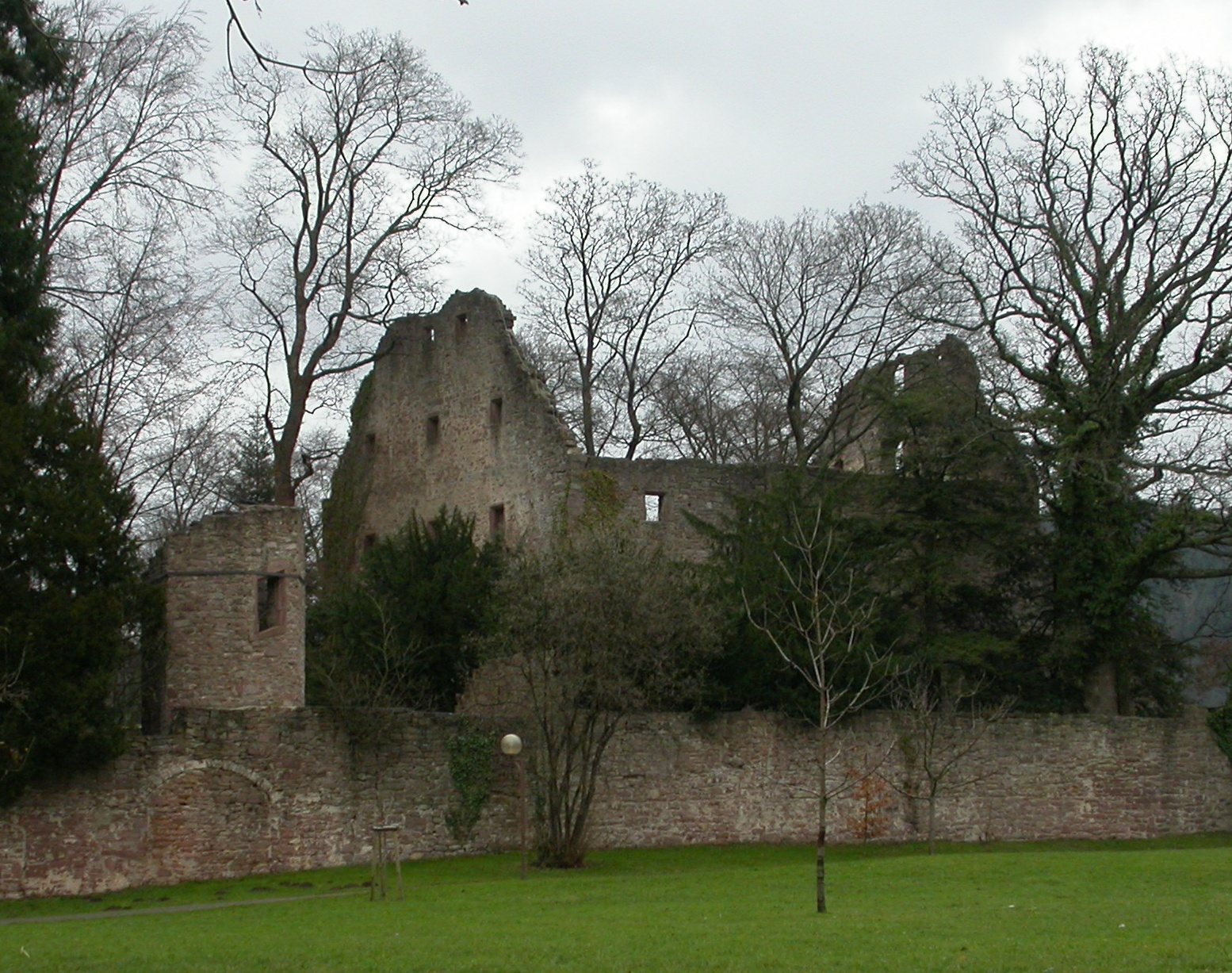
Ruiny zamku Neuenbürg

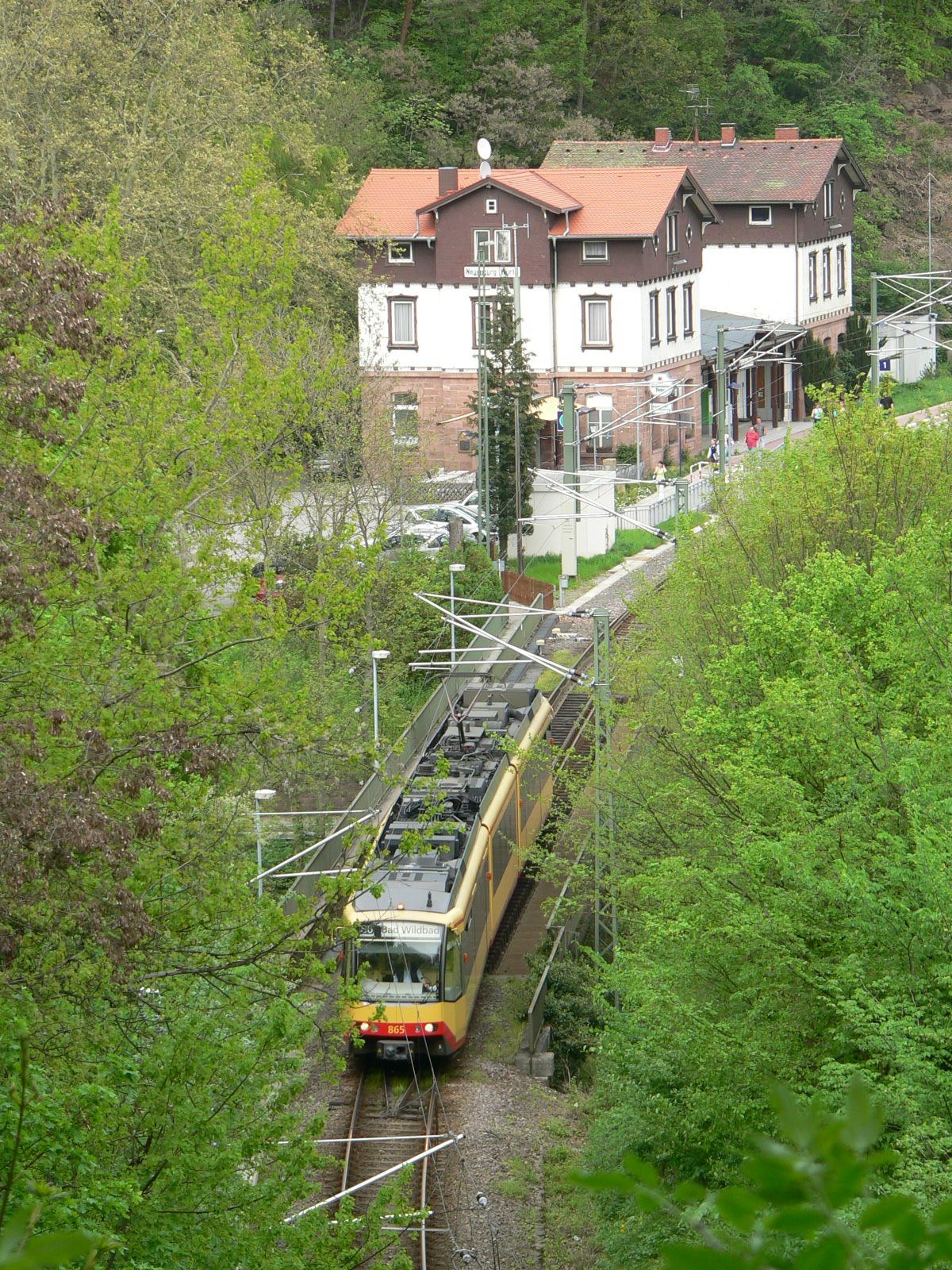
Linia kolejowa

Neuenbürg – miasto w Niemczech, w kraju związkowym Badenia-Wirtembergia, w rejencji Karlsruhe, w regionie Nordschwarzwald, w powiecie Enz, siedziba wspólnoty administracyjnej Neuenbürg. Leży nad rzeką Enz, ok. 10 km na południowy zachód od Pforzheim, przy drodze krajowej B294.

## Współpraca
Miejscowości partnerskie:
- Gößnitz, Turyngia
- Heyersdorf, Turyngia
- Sainte-Maxime, Francja